# Шевченковская-1
Шевченковская-1 — сверхглубокая скважина в районе села Шевченково Ивано-Франковской области (Украина). Пробурена в 1982 году для добычи нефти и газа. Глубина — 7520 м.
На начало 1975 года скважина была одной из десяти в СССР, глубина которых превысила 6 км. Помимо Шевченковской-1, к ним относились Аралсорская (Прикаспийская низменность, глубина 6,8 км), Биикжальская (Казахстан, глубина — 6,7 км), Синевидная (Западная Украина; 7,0 км), Бурунная (Северный Кавказ; 7,5 км) и другие скважины. Самая глубокая в мире Кольская скважина перешагнула рубеж 12 км.
В честь скважины был выпущен нагрудный значок с надписью «Долинське УБР / „Укрнафта“ / 1974 / Шевченково-1 / 7000 м» и схематическим изображением вышки на фоне покрытых хвойным лесом гор